# جزایر دایمید
جزایر دایمید٬ که بنام گوزدف هم شناخته می‌شوند٬ دو جزیرهٔ صخره‌ای هستند که در میانه تنگه برینگ واقع شده‌اند. این جزایر شامل دو جزیره دایمید بزرگ که متعلق به کشور روسیه است و جزیره دایمید کوچک هستند که جزو خاک ایالت آلاسکا از کشور ایالات متحده می‌باشندطول جزیره‌ی دیومد بزرگ به هشت کیلومتر می‌رسد و طول دیومد کوچک کمتر از نصف آن است. جزایر دیومد آتشفشانی‌اند و چیزی در حدود پانصد متر از سطح دریا ارتفاع دارند.
جزایر دایمید در میانه تنگه برینگ در بین سرزمین آلاسکا و سیبری واقع شده‌اند. دریای چوکچی در شمال این جزایر و دریای برینگ در جنوب این جزایر واقع شده‌اند. در ۹.۳ کیلومتری جنوب این جزایر فِیروی راک واقع شده که معمولاً جزوی از این جزایر شمرده‌نمی‌شود. از آنجاییکه این دو جزیره با خط روزگردان از هم سوا شده‌اند٬ از نظر زمانی جزیره دایمید بزرگ تقریباً به اندازه یک روز از جزیره دایمید کوچک جلوتر است. از همین رو برخی این جزایر را جزیره فردا (دایمید بزرگ) و دیروز (دایمید کوچک) می‌خوانند.
گفته شده، معمولاً در زمستان یک پل یخی فاصلهٔ بین جزایر دایمید را طی (متصل) می‌کند؛ در این مواقع، از نظر تئوری (اگرچه قانونی نیست، زیرا سفر بین دو جزیره ممنوع است.) می‌توان پیاده بین ایالات متحده و روسیه رفت.